# (4210) Isobelthompson
(4210) Isobelthompson (1987 DY5) – planetoida z pasa głównego asteroid okrążająca Słońce w ciągu 5,17 lat w średniej odległości 2,99 j.a. Odkryta 21 lutego 1987 roku.